# Handeliodendron bodinieri
Handeliodendron bodinieri är en kinesträdsväxtart som först beskrevs av H. Lév., och fick sitt nu gällande namn av Alfred Rehder. Handeliodendron bodinieri ingår i släktet Handeliodendron och familjen kinesträdsväxter. Inga underarter finns listade i Catalogue of Life.